# Романо (Вибо Валенција)
Романо (итал. Romano) је насеље у Италији у округу Вибо Валенција, региону Калабрија.
Према процени из 2011. у насељу је живело 31 становника. Насеље се налази на надморској висини од 707 м.